# Vellager Kirche

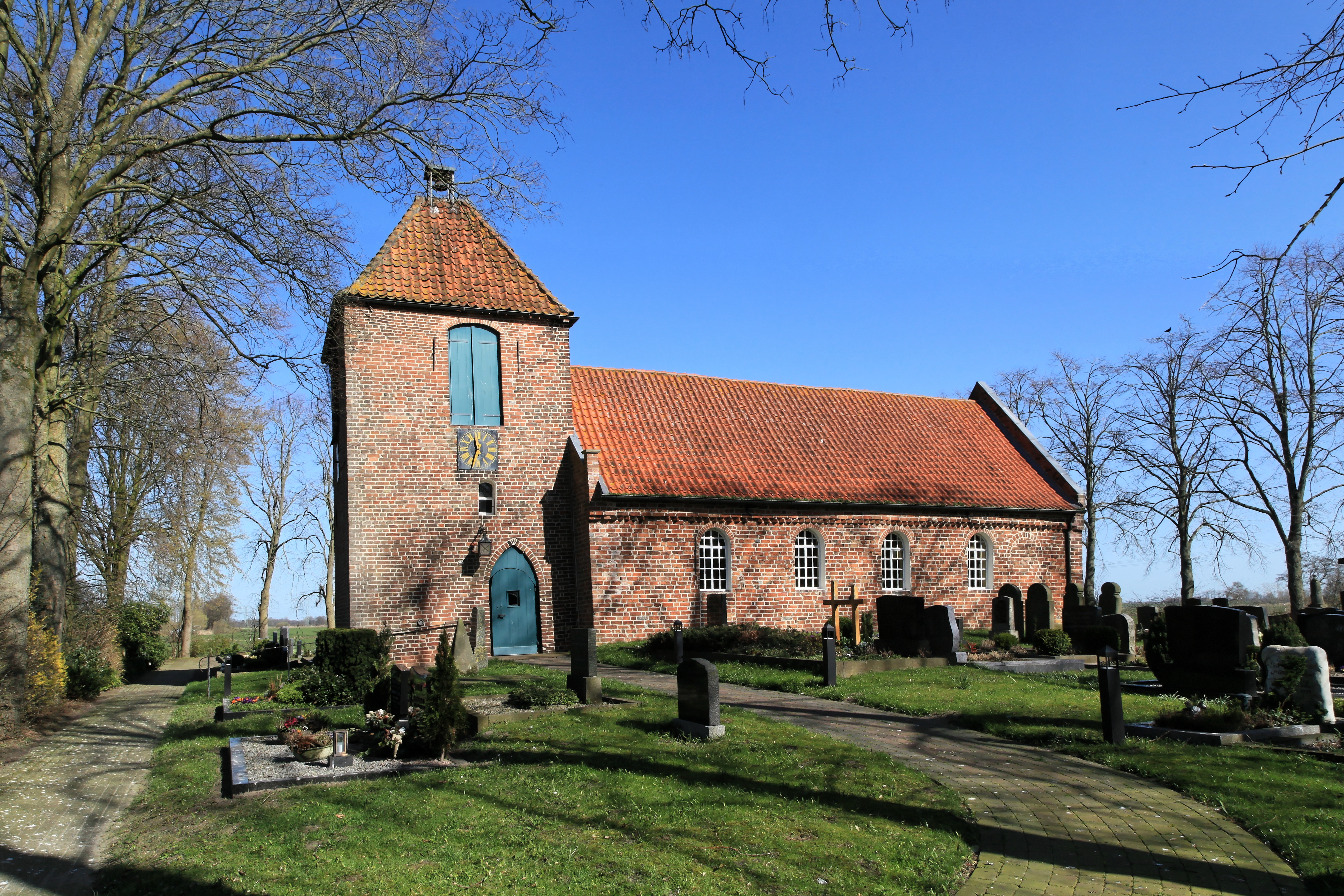
Südseite der Vellager Kirche

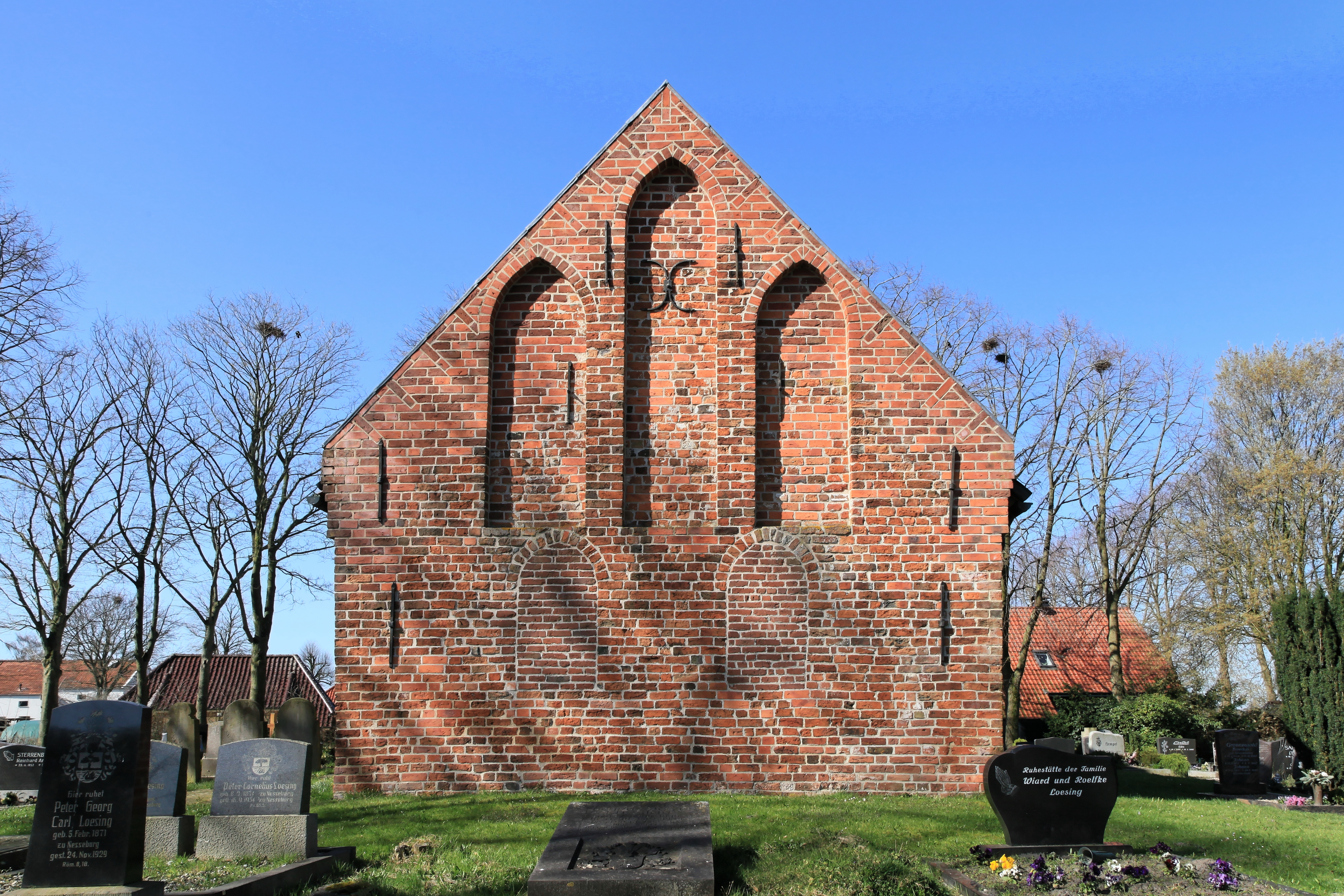
Ostseite mit spitzbogigen Blenden

Die evangelisch-reformierte Vellager Kirche befindet sich in Vellage, einem Ortsteil von Weener, im ostfriesischen Rheiderland. Die Datierung der Backsteinkirche reicht vom 13. bis zum 15. Jahrhundert.

## Geschichte
Im Mittelalter unterstand Vellage als Tochterkirche von Aschendorf dem Sendbereich der dortigen Kirche im Bistum Osnabrück. Die kleine Vellager Kirche auf einer Warft geht möglicherweise auf eine romanische Saalkirche aus dem 13. Jahrhundert zurück, worauf die kleinen rundbogigen Fenster und das (später zugemauerte) Portal an der Nordseite sowie der Zahnschnittfries hinweisen. Das Gebäude ist der verbleibende Rest eines Klosterbesitzes, der von den Johannitern gestiftet wurde, die im benachbarten Halte ein Vorwerk unterhielten. In gotischer Zeit erfuhr die Kirche eingreifende Umbauten. Nach anderer Auffassung wurde die erste Steinkirche in der Gotik durch einen Nachfolgebau vollständig ersetzt.
Im Zuge der Reformation wechselte die Kirchengemeinde zum reformierten Bekenntnis. Im Laufe der Jahrhunderte hat sich der Turm seitlich etwas abgesenkt; er wurde im 20. Jahrhundert durch einen Längsanker stabilisiert.

## Architektur
Die Saalkirche mit geradem Ostabschluss wird durch ein Satteldach bedeckt. Der rechteckige Grundriss beträgt 14,6 Meter × 7,8 Meter bei einer Höhe von nur 3,4 Metern.
An der Nordseite sind im Westen eine Schießscharte und östlich ein Hagioskop zugemauert. An der Nordseite und an der Ostseite sind eine Sakramentsnische und eine Nische für eine frühere Piscina erhalten. Der Westturm mit Zeltdach wurde im 14. oder 15. Jahrhundert angebaut. Die Ostseite hat im unteren Bereich zwei vermauerte Rundbogenfenster und im Giebelfeld drei gestaffelte spitzbogige Blenden.

## Ausstattung

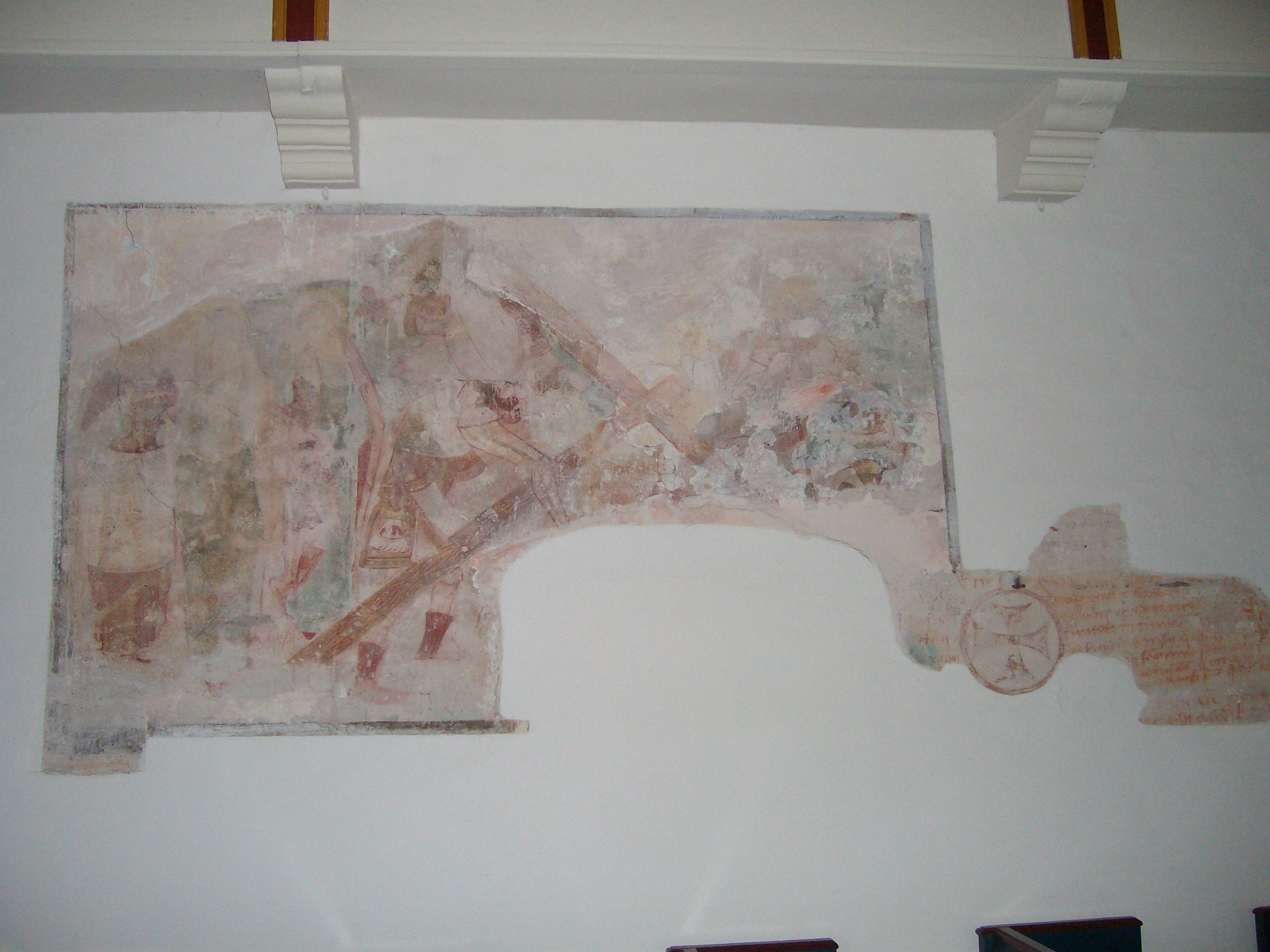
Wandmalereien an der Nordseite

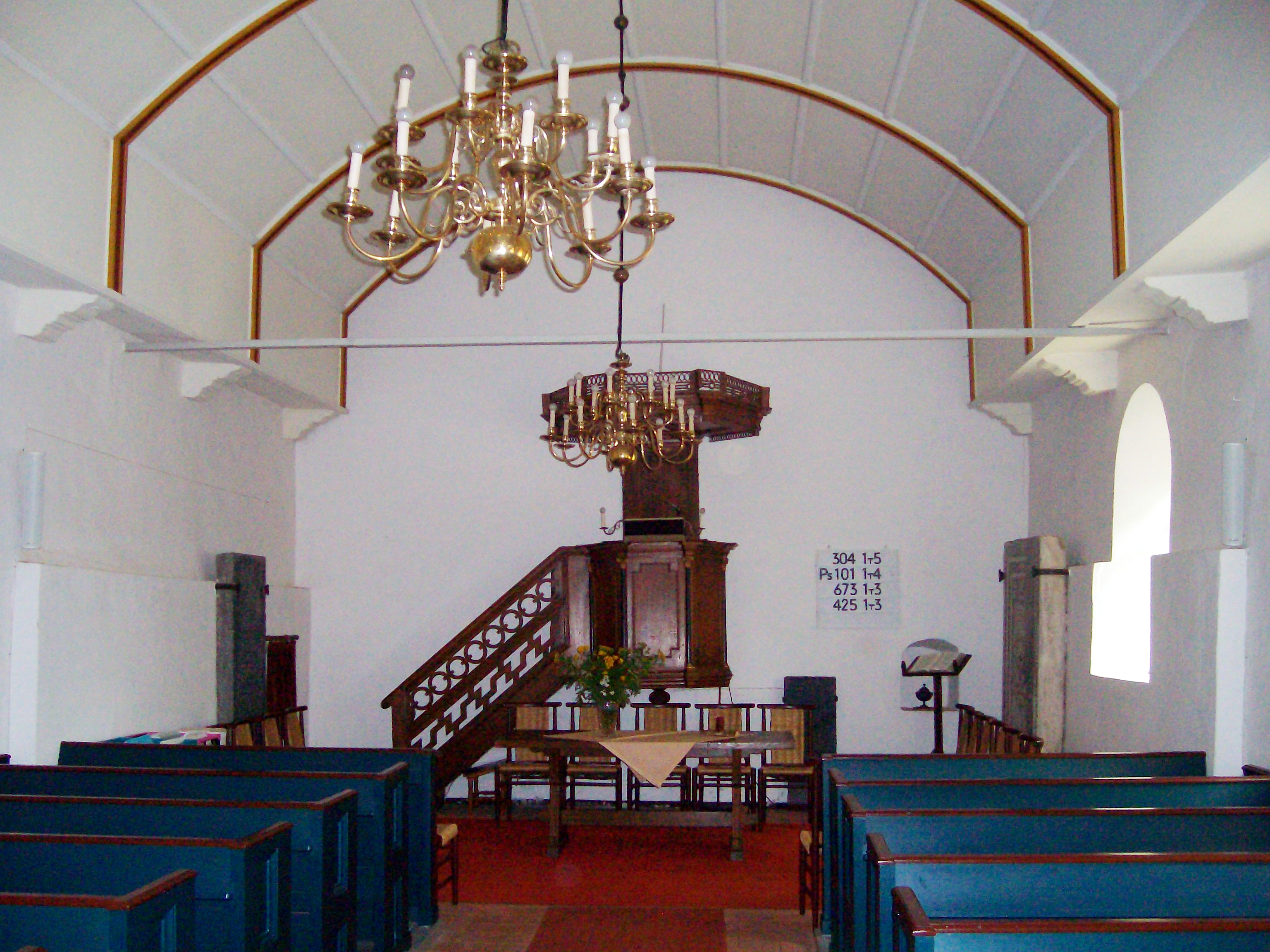
Innenraum

An die Stelle der ursprünglichen flachen Balkendecke wurde in der Mitte des 19. Jahrhunderts ein hölzernes Tonnengewölbe eingezogen. Noch aus vorreformatorischer Zeit stammen die Freskenmalereien an der Nordwand, von denen 1930 Fragmente bei Renovierungsarbeiten wieder freigelegt wurden. Sie zeigen, wie Christus das Kreuz trägt. Daneben sind in verblichenen Farben die heilige Veronika mit dem Schweißtuch, Maria, Johannes, Simon Petrus und ein Reiter dargestellt.
An den beiden Innenwänden der Langseiten finden sich Weihekreuze. Im Chorraum befinden sich zwei Grabsteine aus den Jahren 1613 und 1704.
In den Jahren 1885 bis 1888 bauten die Gebr. Rohlfing die Orgel hinter neugotischem Prospekt. Das Instrument verfügt über sechs Register auf einem Manual und Pedal und ist weitgehend erhalten. Zu den Vasa Sacra zählen ein Becher aus dem Jahr 1782, auf dem die Namen aller 61 Stifter eingraviert sind, sowie zwei Zinnteller und eine Zinnkanne (1865).